# Memoriał Michaiła Tala

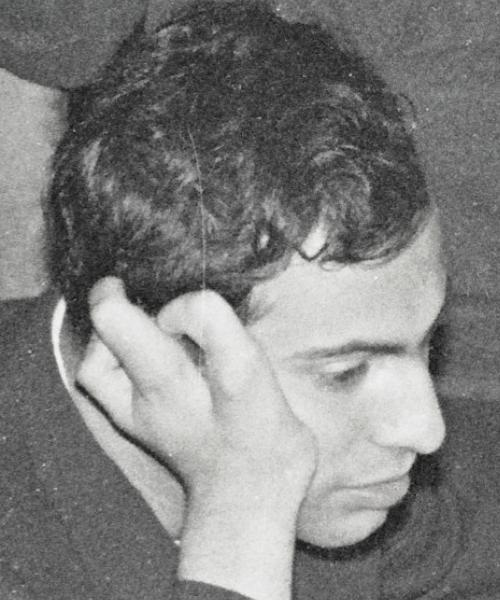
Michaił Tal, Oberhausen 1961

Memoriał Michaiła Tala – rozgrywany od 2006 r. w Moskwie międzynarodowy turniej szachowy, poświęcony pamięci ósmego mistrza świata, łotewskiego arcymistrza Michaiła Tala.
Wśród uczestników odbywających się corocznie memoriałów znajdują się szachiści ścisłej światowej czołówki, w tym mistrzowie i wicemistrzowie świata oraz liderzy światowych lista rankingowych Międzynarodowej Federacji Szachowej.
Turnieje rozgrywane są pod koniec roku (najczęściej w połowie listopada), systemem kołowym z udziałem 10 zawodników. Średni ranking turniejów za każdym razem znacznie przekracza granicę 2700 punktów, co oznacza, iż memoriał Michaiła Tala zaliczany jest do najsilniej obsadzonych szachowych turniejów na świecie.

## Zwycięzcy dotychczasowych memoriałów
| Lp | Rok  | Śr.ranking | Zwycięzcy                                                | Wynik | Źródła |
| -- | ---- | ---------- | -------------------------------------------------------- | ----- | ------ |
| 1  | 2006 | 2727       | Péter Lékó, Rusłan Ponomariow, Lewon Aronjan             | 5½ /9 |        |
| 2  | 2007 | 2741       | Władimir Kramnik                                         | 6½ /9 |        |
| 3  | 2008 | 2738       | Wasyl Iwanczuk                                           | 6 /9  |        |
| 4  | 2009 | 2761       | Władimir Kramnik                                         | 6½ /9 |        |
| 5  | 2010 | 2757       | Lewon Aronjan, Siergiej Kariakin, Szachrijar Mammedjarow | 5½ /9 |        |
| 6  | 2011 | 2776       | Magnus Carlsen, Lewon Aronjan                            | 5½ /9 |        |
| 7  | 2012 | 2777       | Magnus Carlsen                                           | 5½ /9 |        |